# Thục phi
Thục phi (chữ Hán: 淑妃) là một tước hiệu được phong cho các phi tần trong thời phong kiến ở vùng Á Đông.

## Trung Quốc

### Tấn
- Thục phi Lưu Viện, phi tần của Tấn Vũ Đế.
- Công Tôn Quý nhân, phi tần của Tấn Vũ Đế, trước được phong Thục phi.
- Thục phi Tạ Cửu, phi tần của Tấn Huệ Đế, mẹ của Thái tử Tư Mã Duật.

### Lưu Tống
- Phan Thục phi, phi tần của Lưu Tống Văn Đế.

### Nam Tề
- Trương Thục phi, phi tần của Nam Tề Cao Đế.

### Bắc Tề
- Thục phi Phùng Tiểu Liên, sủng phi của Bắc Tề Hậu Chủ.

### Đường
- Tiêu Thục phi, sủng phi của Đường Cao Tông, bị Võ hậu sát hại man rợ.
- Thục phi Dương Chân Nhất, phi tần của Đường Huyền Tông, sau xuất gia.
- Hoàng Phủ Thục phi, phi tần của Đường Huyền Tông, sơ phong Đức nghi (德儀), được truy tặng Thục phi.
- Trương Hoàng hậu, nguyên là thiếp thất của Đường Túc Tông khi còn là Vương, từ Thục phi tấn phong làm Hoàng hậu.
- Vương Hoàng hậu, hoàng hậu duy nhất của Đường Đức Tông và là mẹ của Đường Thuận Tông, sơ phong Thục phi.
- Vương Thục phi, phi tần của Đường Vũ Tông.
- Quách Thục phi, sủng phi của Đường Ý Tông.
- Hà Hoàng hậu, nguyên là thiếp thất của Đường Chiêu Tông khi còn là Vương, mẹ của Đường Ai Đế. Hà thị được sơ phong Thục phi.

### Tống
- Dương Thục phi, phi tần của Tống Chân Tông. Dù không phải Hoàng hậu của Tiên đế và cũng không phải mẹ của Hoàng đế kế vị, Dương thị vẫn được tôn làm Hoàng thái hậu dưới triều Tống Nhân Tông.
- Chu Quý phi, phi tần của Tống Nhân Tông. Chu thị giữ chức Thục phi khi còn sống, sau khi mất truy tặng Quý phi (貴妃), thụy Chiêu Thục (昭淑).
- Đổng Thục phi, phi tần của Tống Nhân Tông, truy tặng Thục phi sau khi qua đời.
- Trương Thục phi, phi tần của Tống Thần Tông, sau khi mất truy tặng Thục phi, thụy Ý Tĩnh (懿静).
- Dương Thục phi, phi tần của Tống Độ Tông, mẹ của Tống Đoan Tông.

### Minh
- Lý Thục phi, phi tần của Minh Thái Tổ, đứng đầu hậu cung sau khi Mã Hoàng hậu và Tôn Quý phi qua đời.
- Dương Thục phi, phi tần của Minh Thành Tổ, thụy Đoan Tĩnh Cung Huệ (端靜恭惠). Nhiều khả năng là bị tuẫn táng cùng Thành Tổ.
- Vương Thục phi, phi tần của Minh Nhân Tông, thụy Trinh Huệ (貞惠), bị tuẫn táng cùng Nhân Tông.
- Tiêu Thục phi thụy Trang Tĩnh (莊静) và Lưu Thục phi, đều là phi tần của Minh Tuyên Tông. Tiêu Thục phi bị tuẫn táng cùng Tuyên Tông.
- Kỷ Thục phi, phi tần của Minh Hiến Tông và là mẹ của Minh Hiếu Tông. Bị Quý phi Vạn Trinh Nhi sát hại, Hiếu Tông truy phong Hoàng hậu.
- Trương Thục phi, phi tần của Minh Thế Tông, thụy Đoan Tĩnh Cung Huệ (端靜恭惠).
- Tần Thục phi, phi tần của Minh Mục Tông, thụy Đoan Tĩnh (端静).
- Hoàng quý phi Điền Tú Anh, phi tần của Minh Tư Tông, nguyên là Thục phi, sau khi mất truy tặng Hoàng quý phi.

### Thanh
- Khang Huệ Thục phi Bát Nhĩ Tế Cát Đặc thị, nguyên là thiếp của Lâm Đan Hãn, sau tái giá và trở thành phi tần của Thanh Thái Tông Hoàng Thái Cực. Đến đời Thuận Trị mới được tôn làm Thục phi.
- Thục phi Văn Tú, phi tần của Phổ Nghi, là người chủ động ly hôn Hoàng đế.

## Việt Nam

### Lý
- Thái hậu Đỗ Thụy Châu, phi tần của Lý Anh Tông và là mẹ của Lý Cao Tông. Đỗ thị nguyên là cung nữ, được sủng hạnh nên phong làm Thục phi.

### Lê
- Trinh Thục phi Trần Thị Ngọc Hiền, phi tần của Lê Thái Tổ, là một tông thất nữ của nhà Trần.

### Trịnh - Nguyễn
- Thục phi Phạm Thị Ngọc Quyền, phi tần của Định Nam Vương Trịnh Căn.
- Thục phi Phùng Thị Ngọc Diên, phi tần của Án Đô Vương Trịnh Bồng.
- Thục phi Trương Thị Thư, phi tần của Ninh vương Nguyễn Phúc Chú.

### Nguyễn
- Nhi giai Thục phi Nguyễn Thị Xuyên, phi tần của Nguyễn Hiến Tổ Thiệu Trị.

## Triều Tiên
- Nguyên Thuận Thục phi Kim thị, phi tần của Cao Ly Hiển Tông.
- Nguyên Mục Vương hậu Từ thị, nguyên là phi tần của Cao Ly Hiển Tông, được truy phong Vương hậu dưới thời Cao Ly Văn Tông.
- Thôi Thục phi, phi tần của Cao Ly Duệ Tông, truy tặng Thục phi sau khi qua đời.